# Veritas (historieta)
Veritas (en coreano: 베리타스): es una historieta surcoreana (manhwa), que se lee de izquierda a derecha de 10 tomos, escrito por Yoon Joon-Sik, e ilustrado por Kim Dong-Hoon, producida desde 2005 hasta 2010.  Utiliza artes marciales basadas en estilos reales coreanos adaptados y otros fantásticos.

## Sinopsis
Ma Gangryong es un estudiante de instituto que ansía ser el mejor luchador del mundo. Un día, cuando un grupo de chicos le están pegando una paliza, aparece un hombre que utilizando artes marciales, logra salvarle de ese abuso. Desde ese momento Gangryong decide que quiere ser su aprendiz, sin embargo el hombre, que se presentó como Yoochun, el “Tigre Relámpago”,  se niega fervientemente hasta que un día, tras ver su determinación, acepta entrenarle.  
Un duro entrenamiento y muchos moratones después, el Tigre Relámpago desapareció sin dejar rastro. Sin embargo ahí no acabó la relación de Gangryong con su maestro y las artes marciales, ya que  un día se presentaron delante de él un grupo de hombres trajeados portando una caja que le aseguraron, era el brazo de Yoochun. 
Gangryong debe averiguar qué le ha sucedido a su maestro mientras se introduce en un mundo totalmente nuevo para él, en el que una organización conocida como Reunión está formando luchadores y creando nuevas técnicas mediante el uso de ki artificial y peleas entre estudiantes. ¿Cómo podrá distinguir quien es amigo y quién enemigo?

## Personajes

### Ma Gangryong (마강룡)
Es un estudiante de instituto al que le gusta meterse en peleas. Quiere ser el más fuerte del mundo y por eso se ejercita a diario. Tras conocer a su maestro Yoochun, se convierte en el último artista marcial del IDTR (Iluminación Del Trueno y el Relámpago). Es un personaje al que le cuesta entender las cosas, incluso se podría decir que es un tanto estúpido. Sin embargo si se trata de luchar aprende rápido y no parará hasta conseguirlo, da igual cuántos golpes tenga que recibir, ni a qué tipo de entrenamiento se tenga que someter.
Su estilo de combate callejero y su entrada a la escuela de la organización Reunión, le pondrán en malos términos con la gran mayoría de estudiantes que conviven allí. Tampoco ayudará que se burle de ellos por tener creencias sobre la lucha y el poder totalmente diferentes. Al haber empezado tarde a entrenarse en el uso del ki, le cuesta mucho mantener una pelea larga, ya que se agota enseguida. Pero por otra parte, al ser tan puro, puede  proyectar ataques más fuertes y letales. 
Su objetivo principal es averiguar qué le ha sucedido a su maestro y vengarse de aquellos que lo tenían como enemigo.

### Yoochun / Tigre relámpago (유천)
Es un artista marcial miembro de los Cinco Caminos de las Riquezas del Cielo. Además es el maestro de Gangryong y quien le enseña la técnica IDTR. Yoochun se opuso a los objetivos de la organización Reunión y por ello se convirtió en su enemigo número uno. Luchó  junto a Tiburón Líquido y algunos compañeros contra su líder Yuri Linus para impedir que esta implantase en su cuerpo ki artificial y se convirtiese en un Dios. Para ello sacrificó su propio brazo y consiguió dejarla en coma. Se presupone que está muerto, sin embargo esa es una de las cosas que tiene que descubrir Gangryong. 
El Tigre Relámpago es considerado uno de los dos luchadores más fuertes hasta la fecha, siendo el otro Yuri Linus. Es un personaje que esconde muchos secretos, uno de ellos su verdadero propósito al entrenar a un total desconocido.

### Consejo estudiantil de Reunión
Está formado por algunos de los estudiantes más fuertes de Reunión. Son los que controlan todo lo que sucede dentro de la academia ejerciendo así una gran influencia.

#### Vera Linus (베라 라이너스)
Es la presidenta del Consejo Estudiantil  y la estudiante más poderosa. Su hermana mayor es Yuri Linus, la jefa de Reunión. Cree firmemente en el poder de las artes marciales puras, y por ello se niega rotundamente a que le implanten ki artificial. No le gusta Gangryong porque piensa que es un inútil, pero debe mantenerlo con vida y entrenarlo ya que es el último luchador del estilo IDTR. Sin embargo no deja que le instruyan en el ki artificial por creencias que se van viendo a lo largo del manhwa.
Luchó contra Tigre Relámpago, descubriendo de esta manera intenciones ocultas que tenía su hermana con ella. Él podría haber acabado con ella pero no lo hizo porque creía que de esta manera podría llegar a rebelarse contra su hermana. Vera tiene la intención de convertirse en el siguiente sucesor del arte marcial de las Riquezas del Cielo, en lugar de Yuri. Ya que Vera estaba enamorada de Tigre Relámpago, ella fue quien le avisó de la ceremonia en la que iban a convertir a su hermana en un Dios.

#### Yun Shinra (윤 신라)
Es la segunda al mando de Vera. Le encanta hacer comentarios sarcásticos y ofensivos. Mantuvo una relación tanto con Jeeha como con Guhoo, pero no al mismo tiempo. Es bastante buena detectando el ki dentro de las personas, lo que le ayuda para saber que Gangryong está siendo afectado con su propio ki por culpa de no controlarlo. Se acerca mucho a las técnicas empleadas por los miembros de las Riquezas del Cielo. Odia a Gangryong porque fue capaz de conocer a Tigre Relámpago y hacerse muy poderoso en poco tiempo, cuando a ella y muchos otros alumnos de Reunión les costó años, incluso algunos no lo han logrado todavía.

#### Li Guhoo (리거 후)
Es un estudiante de Reunión que sigue a Vera y la apoya incluso más que a su pareja Shinra, no solo por ser su líder, sino porque cree que es las personas más importante para alcanzar el poder de las Riquezas del Cielo. Su técnica de hierro fue creada por Reunión. Tiene una alta tolerancia al dolor ya que su habilidad le permite endurecer su cuerpo hasta el extremo. Odia a Rud y por ello han peleado varias veces.

#### Han Rud (루드 한)
Es uno de los miembros del Consejo estudiantil que se opone a Vera y a la facción de Dragón de Fuego. De pequeño era un niño de constitución y salud débil, sin embargo su vida cambió radicalmente cuando conoció a Anachelli, a quien consideró como una hermana, y esta le enseñó artes marciales. Tiene un estilo de lucha felino en el que le crecen las uñas y se le endurecen al punto de poder cortar hormigón sin inmutarse. Siente un odio profundo por Guhoo por sucesos del pasado. 
Es uno de los sucesores tradicionales del Camino del Cielo, junto con su mejor amigo Jeeha. Ambos se hacen amigos de Gangryong enseguida y le enseñan todo lo que saben sobre la academia, Reunión y los estudiantes. Dragón de Fuego le da información importante para que ayude a Gangryong a mejorar, todo con intenciones ocultas. 

#### Shin Jeeha (신 지하)
Es el mejor amigo de Rud y también un sucesor el arte tradicional de las Riquezas del Cielo. Además pertenece a la Facción de los Nueve Dragones, estando en el tercer puesto. Cada vez que ve a Shinra la molesta expresándole cuánto la quiere. Su estilo marcial no se ha mostrado de forma concreta en el manhwa, sino que poco a poco se van viendo aspectos de Jeeha muy diversos según la situación. Por ejemplo puede elaborar ataques a larga distancia, correr a súper velocidad por las paredes, e incluso posee bolas de fuego que le enseñó Dragón de Fuego.

#### Makihara Madoka / Eunmee Han (한은미)
Es miembro del Consejo estudiantil y ayudó a perseguir a Tigre Relámpago. Pertenece al grupo de Vera, pero también tiene una gran amistad con el de Rud. Quiere eliminar la división de facciones y que los estudiantes permanezcan unidos. Odia profundamente a Guesong porque acosaba a Vera y le atacó. Utiliza un arte marcial creada por Reunión, mezclando judo y el elemento viento.

#### Chun Guesong (천 괴성)
Es miembro de los Nueve Dragones, además del líder del Patio de Juegos del Sur. Está obsesionado con Vera hasta el punto de que ha traicionado a los sucesores del arte tradicional de Reunión (como por ejemplo, Rud, Jeeha y Honse). De hecho fue idea suya amenazar y atacar a Gu Honse, lo que provocó la pérdida de Ki de este último. Peleó contra Madoka cuando Vera le rechazó.
Su estilo de lucha se basa en un arte tradicional coreano conocido como Namsadang, cuyos movimientos son acrobacias, bailes y juegos como si estuviese en un circo. Siempre lleva una máscara de teatro que representa “El Loco”.

#### Paul (폴)
Se encuentra en el top 5 de mejores estudiantes de la academia. Perdió un ojo durante una pelea con Vera y por ello ahora lleva un parche. Es amigo de Madoka y tiene una relación cordial con Dragón de Fuego en la que están implicados sobornos, ya que ama el dinero más que cualquier otra cosa. Es miembro de los Nueve Dragones.

#### Hayato Kusanagi (하야토)
Es uno de los estudiantes que participó en la derrota injusta de Gu Honse. Se especula que puede ser más poderoso que Guesong. Su técnica del Golpe Abierto del Norte es una forma restaurada por él mismo con los datos de Reunión.  Habiendo conseguido esto, se convirtió en un artista marcial tradicional y se unió a los Nueve Dragones. Fue quien decretó que los canales de ki de Honse estaban destruidos. Se cree que es el segundo o tercer estudiante más fuerte de toda la escuela en la actualizad.

### Otros estudiantes de Reunión

#### Gu Honse (구 혼세)
Es el líder de los Nueve Dragones y el cuidador de Gangryong en la academia de Reunión. Se encarga de darle información y entrenamiento, además de muy buenos consejos. Al principio da la sensación de ser un don nadie y un cobarde, sin embargo se desvela que es un personaje peligroso y hubo un tiempo en el que fue el tercero más fuerte de toda la academia. Es un personaje táctico y astuto que ayudó a desarrollar nuevas técnicas para combatir a Reunión

#### Anachelli Yu (아나 첼리 유)
Fue quien ayudó a Rud a superar su enfermedad y le enseñó las artes marciales tradicionales.  Era tan fuerte que se le consideró como un rival potencial de Vera. Su arte marcial se basa en la lucha fluida con los brazos y las palmas abiertas, además de patadas y barridos. Es considerado una de las dos artes marciales físicas más fuertes, lo que le permite luchar contra Vera de igual a igual. Otra de sus técnicas se basaba en la defensa mediante la lectura de los ataques enemigos, sin embargo, si no se utilizaba bien, podía acortar la vida del usuario.

### Miembros de Reunión

#### Lee Jinyup / dragón del fuego (이진엽 / 화룡)
Es el director de la academia y el Maestro del Fuego de las Riquezas del Cielo. Era amigo de Tigre Relámpago, pero se separaron cuando Dragón se unió a Yuri en su afán de convertirse en un dios. Se cree que estuvo implicado en la desaparición y posible muerte de Yoochun, ya que el brazo de este estaba carbonizado. Al estar de parte de Yuri Linus, intenta acabar con la vida de Vera y varios estudiantes más.

#### Yuri Linus (유리 라이너스)
Es la hermana mayor de Vera, antigua amiga de Tigre Relámpago y jefa de Reunión. Busca fusionar su esencia con la naturaleza y convertirse así en un dios. Al igual que Vera, utiliza artes marciales de elemento cielo. Se dice que es la más fuerte de los maestros de la Riqueza del Cielo. Tras ser derrotada por Tigre Relámpago, Dragón de Fuego la mantiene en las instalaciones de Reunión, en un estado electrificado constante, similar al coma.

#### Zerar / Bestia Terrenal
Es un hombre mayor que siempre viste de traje. Es la persona que se presenta delante de Gangryong con el brazo de Tigre Relámpago en una caja. Se le considera como un maestro incompleto, ya que no consiguió dominar totalmente su arte marcial tradicional, además que creen que no es el maestro original. Al principio estaba de parte de Yuri Linus, pero al aceptar que esta jamás se despertaría, se puso del lado de Vera.

### Otros Maestros

#### Madera Antigua
Es el mejor amigo de Tigre Relámpago. Mostró interés por Gangryong para tenerlo bajo su tutela y enseñarle todo lo que sabe. Se ha confirmado que trabaja con Dragón de Fuego para impedir los planes de Vera Linus de convertirse en el próximo maestro de las Riquezas del Cielo y de esa manera Yuri sería reconocida en su totalidad como la maestra. Madera Antigua hizo este trato para asegurar la libertad de Gangryong.

#### Tiburón Líquido
Se creía que estaba muerta, pero todo fue una artimaña para poder aparecer en el momento oportuno y seguir con su plan de acaba con Reunión, y sobre todo con Dragón de Fuego por quemarle la cara. En la guerra contra Yuri, se pone de parte de Tigre Relámpago. Y es por eso también se une a Vera para matar a su hermana y a todos los estudiantes vinculados con Reunión.

#### Bestia Terrenal Original
Trabajó junto a Tiburón Líquido y Tigre Relámpago para derrotar a Yuri Linus, pero murió junto a Tigre, por lo que su título le fue otorgado a Zerar.

### Estilos de lucha

#### IDTR
La Iluminación Del Trueno y el Relámpago es un arte marcial tradicional coreana que se transmite a través de los siglos a un estudiante a la vez. Utiliza la presencia del elemento metal  en la atmósfera y lo utiliza para crear una reacción que genera un relámpago. Es un arte marcial variable que se adapta al estilo de lucha de quien lo aprende. Cuanto más refinado sea el ki, mayor potencia y calidad tendrá el ataque. Para ello es necesario aprender técnicas de respiración, ya que estas ayudan a canalizarlo de manera correcta y sin excesos o carencias.

#### Patio de Juegos del Sur
Se trata de un arte marcial que utiliza la mayoría de los Nueve Dragones. Basan sus movimientos en actuaciones y movimientos típicos del circo.

#### Las Riquezas del Cielo
Hace referencia a los distintos elementos en los que se basan las técnicas tradicionales. La persona que pueda aunar en su cuerpo todos los elementos y controlarlos, adquirirá un poder llamado “El Vacío” con el que será capaz de anular cualquier técnica. 

#### Golpe Abierto del Norte
Es uno de los dos artes marciales más fuertes. Incluso puede rivalizar con las Riquezas del Cielo. Esta técnica se decía que se había extinguido, pero lograron resucitarla.